# Camping (série de films)
Pour les articles homonymes, voir Camping (homonymie).
 Pour plus de détails, voir Fiche technique et Distribution
Camping est une série de films français qui a débuté à partir de 2006 en France. Cette série est composée de trois films réalisés par Fabien Onteniente :
- Camping, sorti en 2006.
- Camping 2, sorti en 2010.
- Camping 3, sorti en 2016.

## Fiche technique
| Titre        | Camping (2006)      | Camping 2 (2010)    | Camping 3 (2016)        |
| ------------ | ------------------- | ------------------- | ----------------------- |
| Réalisateur  | Fabien Onteniente   | Fabien Onteniente   | Fabien Onteniente       |
| Scénaristes  | Fabien Onteniente   | Fabien Onteniente   | Fabien Onteniente       |
| Scénaristes  | Emmanuel Booz       |                     |                         |
| Scénaristes  | Philippe Guillard   |                     |                         |
| Scénaristes  | Franck Dubosc       |                     |                         |
| Producteurs  | Patrick Godeau      | Patrice Ledoux      | Patrick Godeau          |
| Producteurs  |                     | Jérôme Seydoux      |                         |
| Musique      | Frédéric Botton     | Frédéric Botton     |                         |
| Musique      | Jean-Yves D'Angelo  |                     |                         |
| Photographie | Jérôme Robert       | Jérôme Robert       | Pierric Gantelmi d'Ille |
| Montage      | Vincent Tabaillon   | Véronique Lange     | Enzo Onteniente         |
| Montage      | Nicole Saulnier     |                     |                         |
| Décors       | Jean-Marc Kerdelhué | Jean-Marc Kerdelhué | Jacques Rouxel          |
| Décors       | Noëlle Van Parus    |                     |                         |
| Costumes     | Jacqueline Bouchard | Jacqueline Bouchard | Sabrina Riccardi        |
| Sortie       | 26 avril 2006       | 21 avril 2010       | 29 juin 2016            |
| Durée        | 94 minutes          | 99 minutes          | 105 minutes             |
| Entrées      | 5 491 412           | 3 978 284           | 3 228 313               |
| Genre        | comédie             | comédie             | comédie                 |
| Distributeur | Pathé Distribution  | Pathé Distribution  | Pathé Distribution      |

## Distribution
| Patrick Chirac                                    | Franck Dubosc    | Franck Dubosc      | Franck Dubosc      |
| Jacky Pic                                         | Claude Brasseur  | Claude Brasseur    | Claude Brasseur    |
| Laurette Pic                                      | Mylène Demongeot | Mylène Demongeot   | Mylène Demongeot   |
| Paul « Paulo » Gatineau                           | Antoine Duléry   | Antoine Duléry     | Antoine Duléry     |
| Gaby, « le 37 »                                   | Laurent Olmedo   | Laurent Olmedo     | Laurent Olmedo     |
| Aurélie Gatineau                                  | Charlie Barde    | Charlie Barde      | Eden Ducourant     |
| Bernard Montiel                                   | lui-même         |                    | lui-même           |
| Sophie Gatineau                                   | Mathilde Seigner | Mathilde Seigner   |                    |
| Michel Saint-Josse                                | Gérard Lanvin    |                    |                    |
| José Mendez                                       | Abbes Zahmani    | Abbes Zahmani      |                    |
| Marie-José Chatel, la directrice du camping       | Christine Citti  | Christine Citti    |                    |
| Sébastien Gatineau                                | Eliott Parillaud | Benoît Simonpiétri |                    |
| Vanessa Saint-Josse                               | Armonie Sanders  |                    |                    |
| Jean-Pierre Savelli                               |                  | Richard Anconina   |                    |
| Philippe, le collègue de Jean-Pierre              |                  | Philippe Lellouche |                    |
| Anne-So Charmillard                               |                  |                    | Michèle Laroque    |
| Jérome Charmillard                                |                  |                    | Gérard Jugnot      |
| Stéphane Carello, le nouveau directeur du camping |                  |                    | Philippe Lellouche |

## Box-office
| Film             | Budget       | France            |
| ---------------- | ------------ | ----------------- |
| Camping (2006)   | 14 230 000 € | 5 491 412 entrées |
| Camping 2 (2010) | 23 070 000 € | 3 978 284 entrées |
| Camping 3 (2016) | 10 000 000 € | 3 228 313 entrées |